# 강거

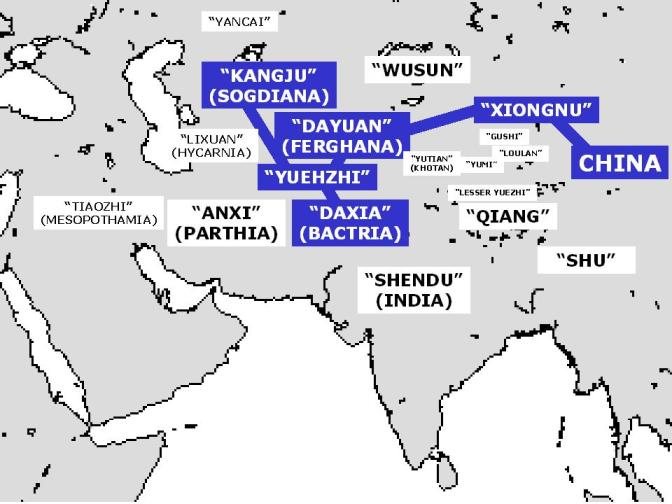
장건의 보고서에 기록된 나라들

강거(중국어: 康居, 상고한어: kʰɑŋ-kɨɑ < * khâŋ-ka)는 중국 사서에 등장하는 중앙아시아의 고대 국가로, 대략 기원전 1세기부터 기원후 5세기까지 있었던 것으로 추정된다. '강거'는 소그디아나의 다른 이름이거나 변형된 음차라고 추정된다. 기원전 128년 장건이 방문한 후 기록에 남긴 보고서에 등장한다. 이들은 트란스옥시아나 일대에서 월지 다음으로 강한 세력을 이루고 있었다고 한다. 강거의 여름 수도는 지금의 타슈켄트 또는 그 근처라고 추정된다.
에드윈 풀리블랭크(Edwin Pulleyblank)는 국명을 토하라어 A kāṅka- ('돌')에 연관지어 이들이 토하라인에서 유래했다고 추측했으나, 최근에는 이란계 스키타이, 특히 사카계 소그드인과 연관이 있거나 같은 대상을 가리키는 것이라는 설이 자주 인용된다.

## 같이 보기
- 소그디아나
- 사카
- 월지